# Битяково
Битяко́во   — деревня  в Ельнинском районе Смоленской области России. Население – 18 жителей (2007 год)   Расположена в юго-восточной части области  в 4  км к югу от города Ельня,  в 3 км севернее  автодороги Р96 Новоалександровский(А101)- Спас-Деменск — Ельня — Починок, в 4 км к западу от автодороги Р137 Сафоново — Рославль.  Входит в состав Леонидовского сельского поселения.

## История
В прошлом сельцо Ельнинского уезда . Оккупирована немецкими войсками в июле 1941 года.